# Yüksekören, Aladağ
Yüksekören là một xã thuộc huyện Aladağ, tỉnh Adana, Thổ Nhĩ Kỳ. Dân số thời điểm năm 2009 là 138 người.